# Rigidoporus defibulatus
Rigidoporus defibulatus är en svampart som först beskrevs av D.A. Reid, och fick sitt nu gällande namn av Corner 1987. Rigidoporus defibulatus ingår i släktet Rigidoporus och familjen Meripilaceae.   Inga underarter finns listade i Catalogue of Life.